# O'Shea Peak
O'Shea Peak är en bergstopp i Antarktis. Den ligger i Östantarktis. Australien gör anspråk på området. Toppen på O'Shea Peak är 1 223 meter över havet.
Terrängen runt O'Shea Peak är platt åt sydväst, men åt nordost är den kuperad. Trakten är obefolkad. Det finns inga samhällen i närheten. 